# Pierre-Maurice Masson
Pour les personnes ayant le même patronyme, voir Masson.
Compléments
Mort pour la France
Pierre-Maurice Masson (1879-1916) est un universitaire français, spécialiste de Jean-Jacques Rousseau. Il est tué le 16 avril 1916 pendant la Première Guerre mondiale.

## Biographie

### Filiation

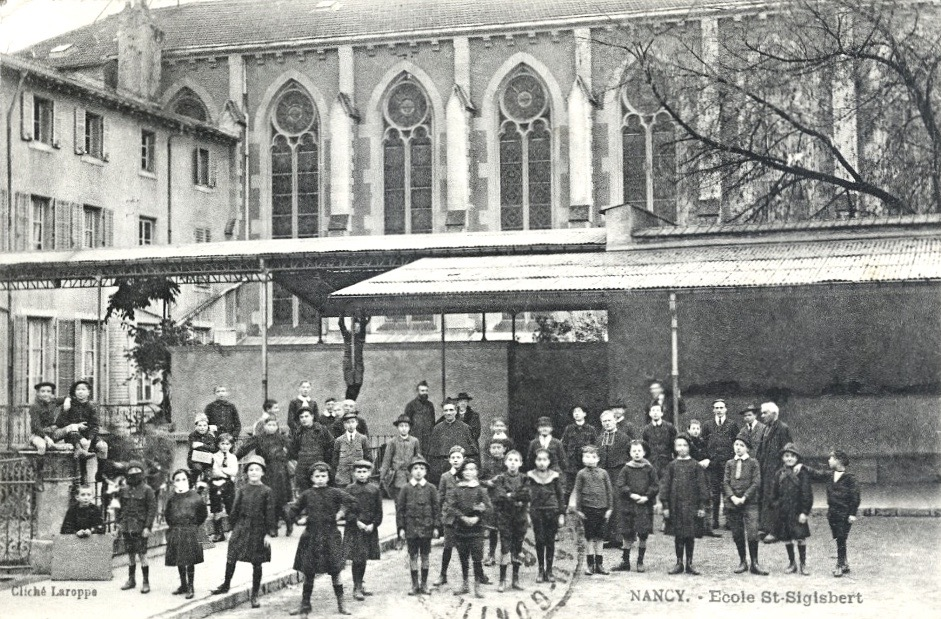
École Saint-Sigisbert à Nancy, vers 1900.

Pierre Alexandre Maurice Masson naît à Metz le 4 octobre 1879 pendant l'annexion allemande. Il est le fils de Pierre Eugène Masson et de Marie Élisabeth Lacour, domiciliés au n° 6, de l'avenue de la Garenne à Nancy (en 1899).

### Formation
Il est élève de l'institution Saint-Sigisbert à Nancy, puis du lycée parisien Louis-le-Grand (internat du foyer Bossuet) en rhétorique supérieure. Il est reçu au concours de l'École normale supérieure en 1899. Durant l'année 1899-1900, il effectue son service militaire à Nancy.

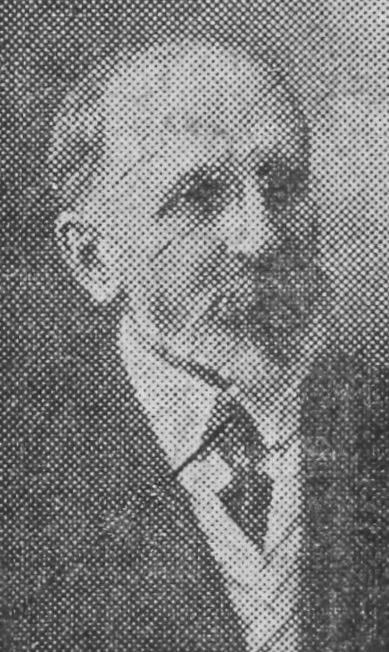
Gustave Lanson, Comœdia, 2 mars 1924.

En 1903, il est reçu à l'agrégation des lettres. Se préparant d'abord pour l'École d'Athènes, il choisit finalement les lettres françaises et part comme professeur de langue et littérature françaises pour l’université de Fribourg en Suisse en 1904.

### Mariage
Le 6 juillet 1906, à Paris (VIe arr.), il épouse Marie Adèle Marguerite Zeiller. Elle est la fille du paléobotaniste René Zeiller, mort en novembre 1915, et la sœur de l'historien antiquisant Jacques Zeiller. Celui-ci est l'auteur de la notice biographique consacrée à son beau-frère dans les Lettres de guerre de ce dernier qu'il fait paraître en 1918. Marie Adèle Marguerite Zeiller, épouse de Pierre-Maurice Masson, est morte en mars 1936.
Par son mariage, Masson se lie à une famille qui compte aussi le philosophe catholique Léon Ollé-Laprune (1839-1898), grand-père maternel de son épouse.

### Professeur à Fribourg
Dans cette université suisse, Pierre-Maurice Masson prend place dans le « parti français » qui, avec notamment Victor Giraud, défend les idées de Loisy lors de la crise moderniste. À cause de cette seconde tendance, écrit Emile Poulat, « Fribourg fut plusieurs fois dénoncée comme un « repaire moderniste » et encore en 1911. » Émile Poulat estime encore que c'est grâce à lui aussi que l'influence moderniste avait pénétré l'École normale supérieure (ce qui fit perdre la foi au héros d'Augustin ou le Maître est là, en ces « cruciales années 1907 » comme les appelle Jean Lebrec).

Pierre-Maurice Masson est l’auteur de plusieurs ouvrages qui furent couronnés par l’Académie française. Ses Lettres de guerre (posthumes, 1918) adressées à son épouse, à sa mère, à ses beaux-parents et à d'autres interlocuteurs sont notables, selon Victor Giraud qui en écrivit la préface. Il écrivait le 23 février 1916 : 

« Depuis plus de dix ans, je suis professeur de littérature française à l'université de Fribourg, occupant en pays étranger ce qui était déjà un poste de combat, puisqu'il fallait représenter honorablement mon pays dans une université où tant de mes collègues étaient des Austro-Allemands et où il fallait que la culture française étendît son règne, en se montrant à la fois avec de l'autorité et du charme. Nous étions d'ailleurs d'autres Français pour faire cette bonne besogne : il y avait eu Bédier, Gustave Michaut ; il y avait avec moi Victor Giraud, Jean Brunhes, Max Turman, etc., petit groupe français très uni, actif, ayant très vif le sentiment du devoir national. »

Pierre-Maurice Masson devient doyen de la faculté des lettres de l'université de Fribourg pour l'année 1913-1914.

### La guerre et la thèse
Pierre-Maurice Masson est mobilisé en août 1914 comme sergent au 42e régiment territorial d’infanterie de Toul et envoyé sur différents champs de bataille du secteur sud du Saillan de Saint-Mihiel. Le 1er janvier 1916, il est nommé sous-lieutenant au 261e régiment d'infanterie, puis lieutenant à la 22e compagnie. Il est tué dans les tranchées de Flirey, face au bois Mort-Mare, le dimanche matin 16 avril 1916.

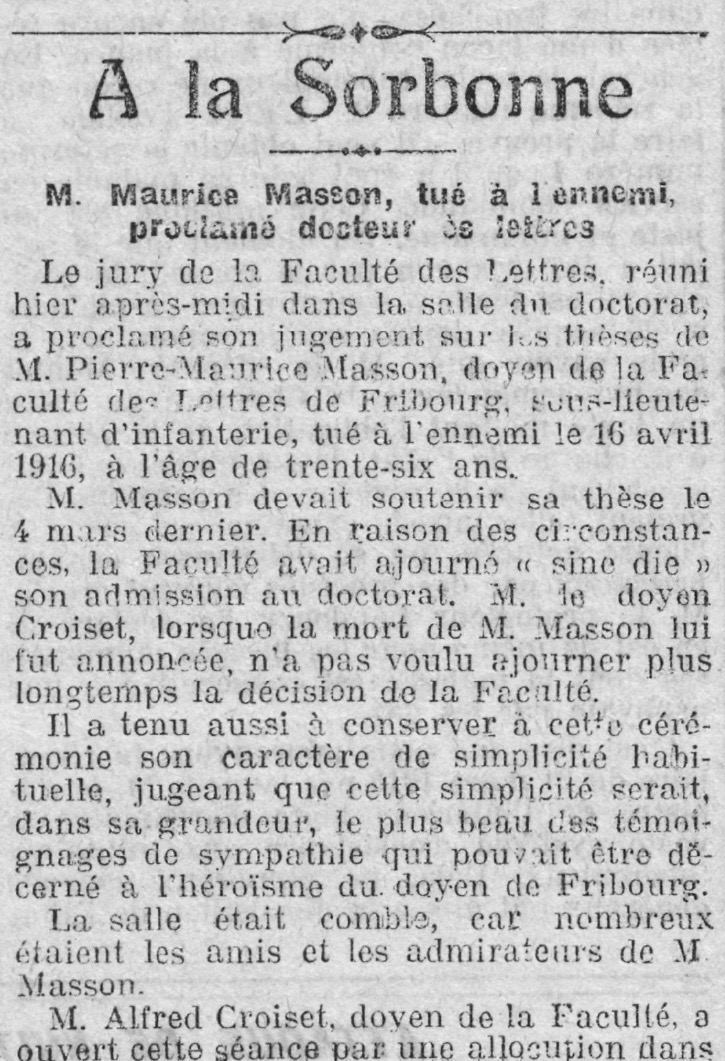
Le Radical, 12 mai 1916.

Il devait soutenir ses deux thèses de doctorat le 4 mars 1915 en Sorbonne grâce à une permission. Mais celle-ci fut annulée au dernier moment et l'université apposa cette affiche : « M. Masson étant retenu au front, la soutenance de thèse est renvoyée à une date ultérieure ». Il avait évoqué cet événement dans une lettre à Victor Giraud : 

« J'ai pensé à moi hier en lisant Le Temps : un lieutenant d'artillerie, tué en Champagne, et qui avait donné le bon à tirer de sa thèse la veille de l'attaque, a été récemment proclamé docteur en Sorbonne après sa mort. Me voilà sûr, au moins, de ce doctorat posthume [...] La sorbonique (sic) cérémonie aura lieu le samedi 4 mars [...] Admirez la précision, l'imprudente précision ! Avouez que c'est tenter les grenades et les torpilles, au devant desquelles je remonte cette nuit. Espérons qu'elles auront un peu de respect pour la « culture ». En attendant, le monstre est là, c'est ma thèse que je veux dire. »

La soutenance de thèse, in absentia, eut lieu le jeudi 11 mai 1916, présidée par le doyen de la faculté des lettres de la Sorbonne. Les deux thèses furent examinées par Gustave Lanson et Gustave Michaut.
Sa tombe se trouve au cimetière civil du village de Flirey en Meurthe-et-Moselle.
En 1918, il existait un Cercle Pierre-Maurice Masson animé par les professeurs français de l'université de Fribourg.

## L'œuvre intellectuelle
Pierre-Maurice Masson a consacré ses recherches à la littérature des XVIIIe et XIXe siècles. Il a laissé une œuvre de critique et d'interprétation, en particulier de Jean-Jacques Rousseau.

### Critiques des ouvrages de Masson
La démonstration, pourtant tout en nuances, de Rousseau comme "restaurateur de la religion" a été vivement combattue par un représentant de la pure orthodoxie catholique : le jésuite Alexandre Brou (1862-1947). Brou dénie à tout "romantisme" la moindre compatibilité avec un quelconque système religieux.

Alexandre Brou raille le propos de Masson (Rousseau et la restauration religieuse, p. 113) qui affirme que si Rousseau répudie les dogmes, du moins conserve-t-il le "sens du mystère" : "Oui, dans le même sens que Chateaubriand qui justifie les mystères du catholicisme, c'est-à-dire ses dogmes, par le charme que l'homme trouve au mystère de la pudeur, de l'innocence, ou tout simplement des forêts". Quand Rousseau dit : "La vie et la mort de Jésus sont d'un Dieu", c'est comme s'il disait qu'elles sont d'un "surhomme" : "un Dieu" est une formule païenne selon Brou : 

« Si le père du modernisme est Kant, son aïeul est Rousseau. L'histoire de cette filiation ne rentrait pas les cadres de M. Masson. Il y aurait fallu un quatrième volume. Pourtant, une allusion rapide n'eût peut-être pas été superflue. Rousseau, Kant, le modernisme, une seule et même doctrine qui se cherche, se formule, s'adapte à l'état des esprits. (...) Rationalisme libre penseur, défiant à l'excès de la raison autoritaire, la certitude restreinte à l'expérience intérieure, le pragmatisme, l'exégèse destructrice de tout surnaturel, le vocabulaire hypocrite qui vide les mots et les formules de leur sens obvie. »

Le journaliste catholique helvétique François Carry (1857-1928) a fortement rejeté les thèses massonniennes : il "dénonce Rousseau comme le plus grand hérésiarque, père du jacobinisme et «à travers Tolstoï, tout imprégné de l'esprit et des tendances à la fois anarchiques et absolutistes de Rousseau, il est aussi l'ancêtre du bolchévisme» ; philosophe plus néfaste que Voltaire et aboutissement logique du calvinisme ; Pierre-Maurice Masson a soutenu une thèse «aussi fausse que spécieuse» ; cet article a été reproduit le 25 octobre [1923] par l'Écho de Lausanne".

## Publications

### Ouvrages

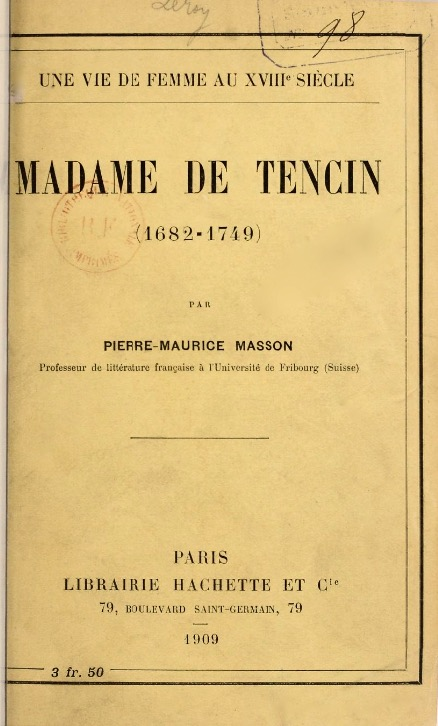
Madame de Tencin, 1909.

- Alfred de Vigny, Bloud, Paris, 1906, prix d'éloquence de l’Académie française.
- Fénelon et Madame Guyon, documents nouveaux et inédits, Paris, Hachette, 1907.
- Une vie de femme au XVIIIe siècle : Madame de Tencin : (1682-1749), troisième édition, augmentée et corrigée, Paris, Hachette, 1910. Réédition en fac-similé : Genève, Slatkine, 1970[21], prix Marcelin Guérin de l’Académie française.
- Lamartine, Paris, Hachette, 1911, prix d'éloquence de l’Académie française.
- La Religion de Jean-Jacques Rousseau, Paris, Hachette, 1916. (Les paragraphes VI et suivants ont été écrits dans les tranchées !).
- Œuvres et maîtres, préface de Paul Hazard, Paris, 1923. lire en ligne sur Gallica
- Lettres de Guerre, nouvelle édition augmentée de lettres inédites, Paris, E. de Boccard, 1931, 274 pages, in-8. (Préface de Victor Giraud, notice biographique par Jacques Zeiller). Cf. édition en ligne.

### Articles

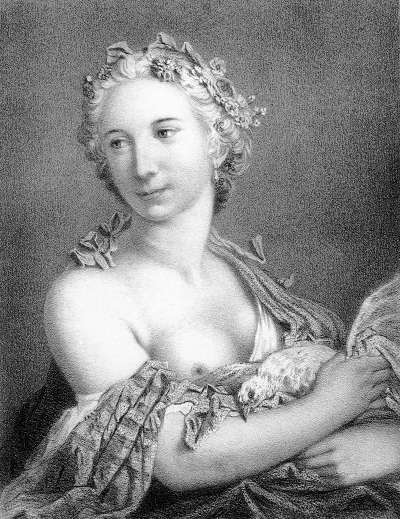
Mademoiselle Quinault.

- "Rousseau à la Grande Chartreuse", Annales de la Société Jean-Jacques Rousseau, tome cinquième, 1909, p. 247-258.
- "Contribution à la prose métrique dans La Nouvelle Héloïse", Annales de la Société Jean-Jacques Rousseau, tome cinquième, 1909, p. 259-271.
- "Rousseau contre Helvétius", Revue d'histoire littéraire de la France, tome XVIII, n° 1, janvier-mars 1911, p. 103-124.
- "S'il y a un «art» lamartinien ?", Revue de Fribourg, décembre 1911.
- "Comment connaître Jean-Jacques ? À l'occasion du deuxième centenaire de sa naissance", Revue des Deux-mondes, mai 1912, p. 872-905.
- "Madame d'Épinay, Jean-Jacques... et Diderot chez mademoiselle Quinault" [autre titre : "Le dîner chez mademoiselle Quinault"], Annales de la Société Jean-Jacques Rousseau , tome neuvième, 1913, p. 1-28.
- "Questions de chronologie rousseauiste", Annales de la Société Jean-Jacques Rousseau , tome neuvième, 1913, p. 37-61.
- "Chateaubriand en Orient", Revue des Deux-mondes, vol. XXIV, novembre-décembre 1914, p. 94-123.
- "Le séjour de J.-J. Rousseau à l'hospice du Spirito Santo", Revue d'histoire littéraire de la France, tome XXI, 1914, p. 62-71.